# James Wilkinson
Pour les articles homonymes, voir Wilkinson et James Wilkinson (homonymie).
James Wilkinson (1757 – 28 décembre 1825) est un soldat et un homme d'État américain. Il combattit dans l'Armée continentale lors de la guerre d'indépendance des États-Unis, où il obtint le grade de général. Il fut nommé gouverneur du territoire de Louisiane en 1805.

## Biographie

### Jeunesse
James Wilkinson est né dans le comté de Calvert, au Maryland, second fils d'un marchand du Maryland. Il reçoit l'enseignement d'un précepteur avant d'entamer des études de médecine à l'Université de Pennsylvanie, lorsqu'éclate la guerre d'indépendance.

### Guerre d'indépendance
Wilkinson sert dans le bataillon de fusiliers de Pennsylvanie du général Thompson entre 1775 et 1776, et est nommé au grade de capitaine en septembre 1775. Il sert sous les ordres du colonel Benedict Arnold lors du siège de Boston et à Montréal lors de l'invasion du Québec. Il devient aide de camp du général Horatio Gates au début de 1776 et sert sous les ordres du général George Washington lors des batailles de Trenton et de Princeton. Il est promu major-général de novembre 1777 à mars 1778 et également secrétaire du Conseil de Guerre de janvier à mars 1778.
Pendant la guerre, il participe à la Conway Cabal, une conspiration visant à remplacer George Washington par Horatio Gates en tant que commandant en chef de l'Armée continentale. À cause de ceci, il fut contraint de démissionner de ses fonctions de major-général et de secrétaire. Il sert ensuite comme clothier general (général d'intendance) de l'armée de juillet 1779 à mars 1781.

### Le Kentucky
Wilkinson démissionne de l'Armée continentale à la suite d'accusations de corruption. Il devient brigadier-général de la milice de Pennsylvanie en 1782 et membre de l'assemblée législative de l'État en 1783. Il déménage dans le District du Kentucky en 1784 et s'active pour que ce dernier obtienne son indépendance de la Virginie.
En 1783, il organisa avec Isaac Dunn et le négociant Daniel Clark un accord pour importer des récoltes de la vallée de l'Ohio jusqu'à La Nouvelle-Orléans, grâce à un monopole consenti par l'administration espagnole. Dans l'autre sens, ils transportent le long du Mississippi les marchandises européennes. Mais deux ans après, la société est dissoute, après la mort d'Isaac Dunn.
En 1787, Wilkinson entreprend un voyage hautement controversé à La Nouvelle-Orléans, dans ce qui alors dans la Louisiane (Nouvelle-Espagne), une dépendance de l'Empire espagnol. À cette époque, les américains ne sont pas autorisés à commercer avec La Nouvelle-Orléans. Wilkinson y rencontre le gouverneur espagnol, Esteban Rodríguez Miró, et entreprend de le convaincre d'accorder au Kentucky un monopole commercial sur le Mississippi ; en échange il promet de défendre les intérêts espagnols dans l'Ouest. En août 1787, Wilkinson signe une déclaration d'expatriation et jure allégeance au roi d'Espagne.
À son retour au Kentucky en février 1788, Wilkinson s'oppose vigoureusement à la nouvelle Constitution américaine. Le Kentucky avait alors pratiquement obtenu son statut d'État selon les anciens Articles de la Confédération, et la déception était grande à cause du retard dû à cette nouvelle constitution.
Alors que se déroule la septième convention du Kentucky quant à sa séparation d'avec la Virginie en novembre 1788, Wilkinson tente de jauger le soutien du Kentucky à une union avec l'Espagne. Lors de la convention, Wilkinson est élu à la présidence, et défend avant tout l'indépendance envers la Virginie, puis dans une seconde étape seulement de considérer rejoindre l'Union des États. Pour beaucoup, rejoindre l'Union était conditionné à ce que celle-ci négocie la libre navigation du Mississippi avec l'Espagne, un point litigieux dont beaucoup de citoyens du Kentucky doutaient qu'il fut défendu par les États de l'Est.

### Un acteur du scandale de Yazoo Land
Ne pouvant obtenir un soutien suffisant à ses thèses lors de la convention, Wilkinson de sa propre initiative approche le gouverneur Miró avec la proposition d'accorder à lui-même et à ses partisans 243 km2 de terres dans les Yazoo lands au confluent de la Yazoo et du Mississippi (autour de ce qui est aujourd'hui Vicksburg (Mississippi)). Les terres serait la rétribution des efforts de Wilkinson vis-à-vis de l'Espagne et un refuge au cas où ses partisans auraient à fuir les États-Unis. Wilkinson demande et obtient une pension de 7 000 $ de la part de Miró ainsi que des pensions pour les citoyens les plus éminents du Kentucky, dont Harry Innes, Benjamin Sebastian, John Brown, Caleb Wallace, Benjamin Logan, Isaac Shelby, George Muter, George Nicholas, et même Humphrey Marshall (qui fut à une période le principal adversaire de Wilkinson).
Cependant, vers 1788, Wilkinson perd le soutien de certains officiels du gouvernement espagnol. Miro se voit interdire de lui verser les pensions et de soutenir financièrement une révolution au Kentucky. Cependant, Wilkinson continuera de recevoir des fonds d'Espagne pendant de nombreuses années.

### Seconde carrière militaire
En mars 1791, il mène une troupe de volontaires du Kentucky, contre les Amérindiens du nord de la rivière Ohio, puis en octobre il est nommé lieutenant-colonel de l'US Army, commandant le 2nd U.S. Infantry. Il est promu brigadier-général et sert sur la frontier sous les ordres du Général Anthony Wayne, qui commande le flanc droit lors de la Bataille de Fallen Timbers en août 1794. À cette époque, il maintient des liens secrets avec le gouvernement espagnol et l'informe des plans du Général George Rogers Clark d'attaquer La Nouvelle-Orléans en 1793-94. Il obtient le commandement à Détroit en 1796 et se rachète partiellement en refusant de conduire une rébellion dans la région de Natchez (Mississippi). À la mort de Wayne, malgré sa trahison, il devient senior officer de l'U.S. Army du 15 décembre 1796 au 13 juillet 1798.
Wilkinson est transféré sur la frontière sud en 1798. Pendant la crise de la quasi-guerre de la fin des années 1790 entre la France et les États-Unis, il occupe la troisième place hiérarchique de l'armée US derrière George Washington et Alexander Hamilton. Parmi ses autres missions, il est chargé par Hamilton de créer un corps de réserve des troupes US, dans la basse vallée de la vallée de l'Ohio, prête à se saisir du bas Mississippi et de La Nouvelle-Orléans en cas de guerre avec la France et son allié espagnol. Malgré la fin de la crise vers la mi-1800 et la chute du pouvoir de Hamilton, Wilkinson pour des raisons inconnues poursuit l'établissement de la base qu'il nomme for modestement Cantonment Wilkinson. Située au sud de l'Illinois, la base sera en activité de janvier 1801 à la fin de 1802 avant qu'elle ne soit abandonnée. Des archéologues de la Southern Illinois University ont récemment découvert les restes de cette base qui révèlent des informations nouvelles et intéressantes concernant la vie quotidienne et les objets usuels de l'armée de la frontier.
Wilkinson est à nouveau senior officer de l'US Army, du 15 juin 1800 au 27 janvier 1812. Avec le gouverneur William C. C. Claiborne, il partage l'honneur de prendre possession de la Louisiane au nom des États-Unis en 1803.
En 1804-1805, il entretient des liens avec Aaron Burr, que beaucoup soupçonnent de vouloir établir un État de l'Ouest indépendant. Certains de ses partenaires aigris, révèleront plus tard que Wilkinson était le cerveau du complot dont Burr était accusé. En 1805, le président Thomas Jefferson nomme Wilkinson premier gouverneur du nouveau Territoire de Louisiane. Il sera révoqué après avoir été publiquement critiqué pour sa politique et ses abus de pouvoir. Sans doute afin de se sauver lui-même, il révèle les plans de Burr à Jefferson. Wilkinson témoignera au procès de Burr, ce qui résultera en sa propre inculpation et deux enquêtes parlementaires sur ses propres intrigues. Le Président James Madison le fera juger par une Cour martiale qui l'acquittera le 25 décembre 1811.
Lors de la guerre de 1812, Wilkinson est major-général. En mars 1813, Wilkinson et ses hommes occupent Mobile en Floride Occidentale espagnole. Il est ensuite assigné au secteur du fleuve Saint-Laurent, après la réaffectation de Henry Dearborn. Il échoue lors de deux campagnes (la bataille de la ferme Crysler et la seconde bataille du moulin de Lacolle) et sera relevé du service actif, mais disculpé de toute faute par une enquête militaire. Il publie ses mémoires, Memoirs of My Own Times, en 1816 puis se rend au Mexique cherchant à acquérir des terres au Texas en 1821. Alors qu'il attend l'accord mexicain pour son projet texan, Wilkinson meurt à Mexico, où il sera enterré.
L'engagement espagnol de Wilkinson bien que soupçonné ne sera pas prouvé avant 1854, lors de la publication par l'historien de Louisiane Charles Gayarré de sa correspondance avec Rodríguez Miró, le gouverneur de la Louisiane espagnole.